# Alberto Rosende
Alberto Carlos Rosende (Sul da Flórida, 14 de fevereiro de 1993) é um ator e cantor norte-americano. Ele é mais conhecido por interpretar Simon Lewis na série televisiva Shadowhunters e por seu papel como Blake Gallo na série Chicago Fire.

## Vida pessoal
Rosende nasceu e foi criado no sul da Flórida, filho de Martha Cristina Ferrucho e Alberto Carlos Rosende. Tem um irmão mais novo chamado Diego. Rosende participou do Fort Teatro Infantil Lauderdale, onde atuou em várias produções, incluindo uma versão de Hairspray onde interpretou Larkin. Ele foi educado na St. Thomas Aquinas High School de Fort Lauderdale, onde era um membro da STA Players, retratando Danny Zuko em Grease, Emile De Becque no Pacífico Sul, e Dr. Lyman Sanderson em Harvey. Em 2015, Rosende se formou na New York University's Tisch School of the Arts com Bacharel em Belas-Artes.

## Carreira
Seu primeiro papel como profissional foi como dançarino no curta-metragem The Swing of Things em 2013. Em 2015, ele apareceu na quinta temporada de Blue Bloods, no episódio "Sins of the Father", como Carlos Santiago. Nesse mesmo ano, ele participou de um episódio de Law & Order: Special Victims Unit como Jordan Messina. Em 2 de Maio de 2015, foi anunciado que Rosende havia sido escalado para o papel de Simon Lewis na série televisiva Shadowhunters do canal americano Freeform. Série baseada no sucesso literário Instrumentos Mortais da escritora Cassandra Clare, que estreou em 12 de janeiro de 2016.

## Filmografia
| Ano       | Título                            | Papel           | Notas            |
| --------- | --------------------------------- | --------------- | ---------------- |
| 2013      | The Swing of Things               | Dançarino       | Curta-metragem   |
| 2015      | Blue Bloods                       | Carlos Santiago | 1 episódio       |
| 2015      | Law & Order: Special Victims Unit | Jordan Messina  | 1 episódio       |
| 2016–2019 | Shadowhunters                     | Simon Lewis     | Elenco Principal |
| 2019–2024 | Chicago Fire                      | Blake Gallo     | Elenco Principal |
| 2019      | Chicago P.D.                      | Blake Gallo     | 1 episódio       |
| 2020      | Story Game                        | James           | Curta-metragem   |
| 2022      | Chicago Med                       | Blake Gallo     | 1 episódio       |

## Ligações Externas
- Alberto Rosende. no IMDb.
- Alberto Rosende no X